# Tombe du Soldat inconnu (Grèce)
Pour les articles homonymes, voir Tombe du Soldat inconnu.
 (août 2025).
Si vous disposez d'ouvrages ou d'articles de référence ou si vous connaissez des sites web de qualité traitant du thème abordé ici, merci de compléter l'article en donnant les références utiles à sa vérifiabilité et en les liant à la section « Notes et références ».

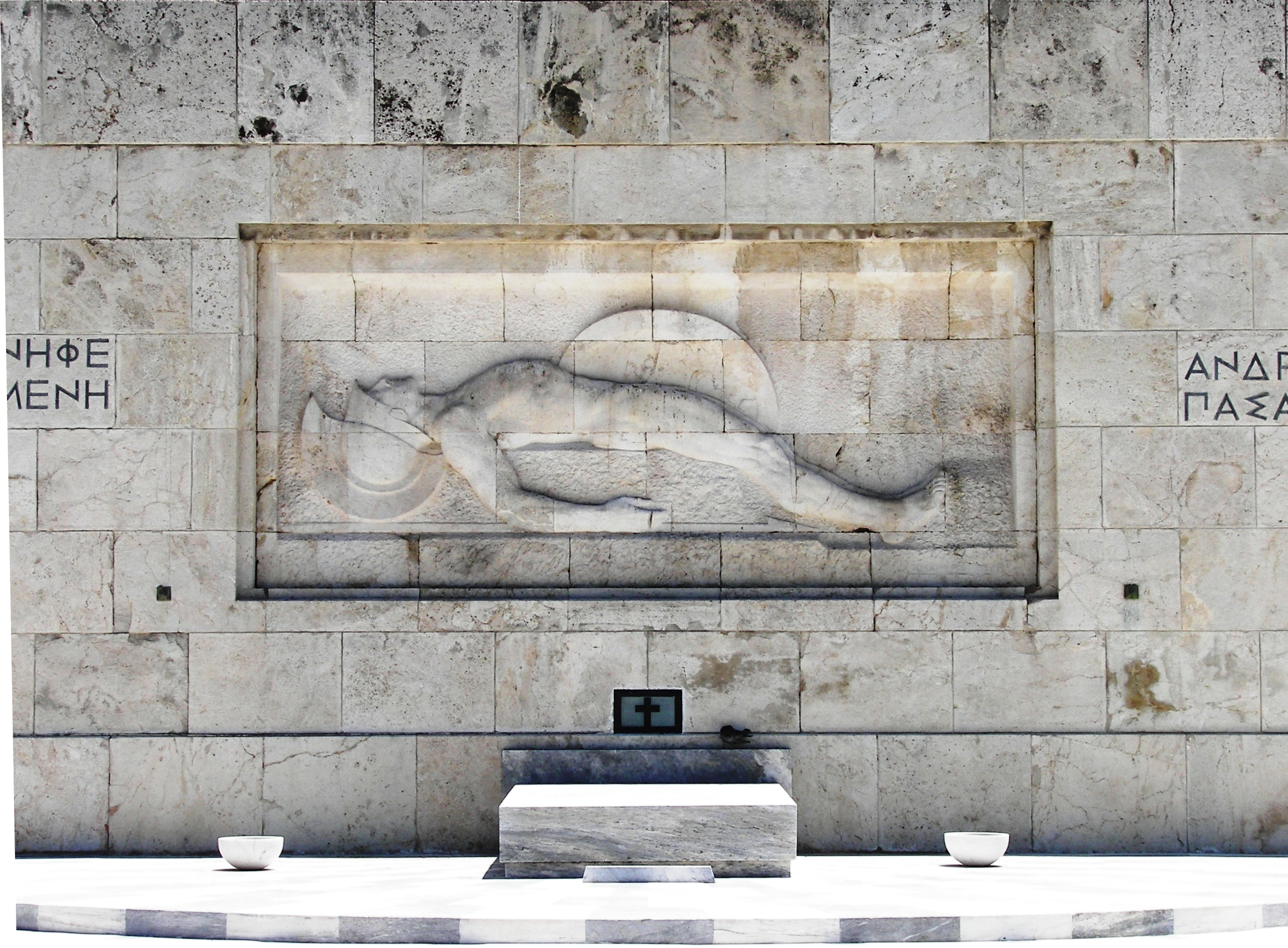
Le monument au Soldat inconnu

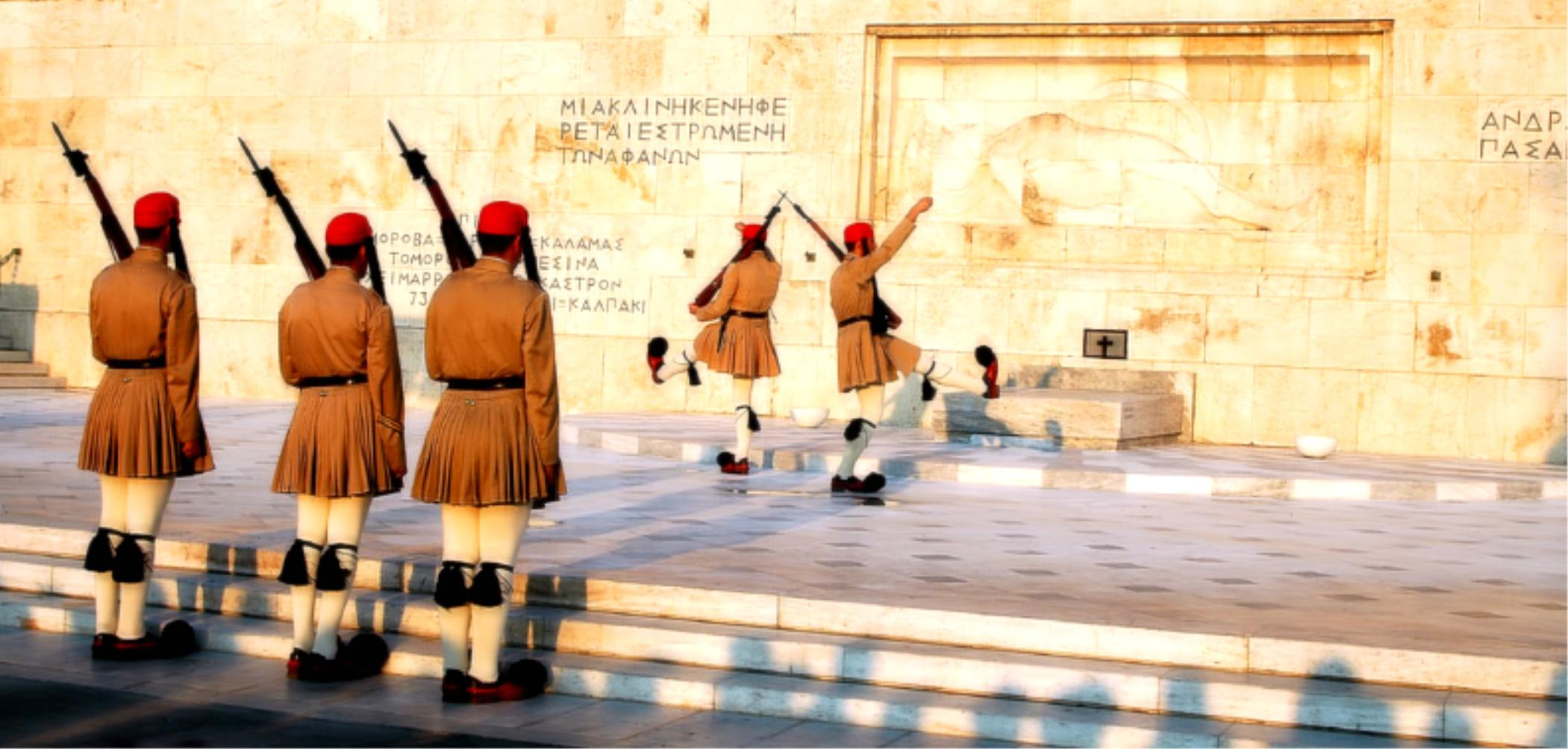
Des evzones devant le monument au Soldat inconnu

Le Monument du Soldat inconnu (en grec moderne : Μνημείο Άγνωστου Στρατιώτη / Mnimío Ágnostou Stratióti) est installé devant le Parlement hellénique, situé sur la place Sýntagma (place de la Constitution) à Athènes.
Il a été inauguré le 25 mars 1932, jour de la fête nationale grecque, célébrant le début de la guerre d'indépendance en 1821. Le monument est gardé en permanence par les Evzones de la Garde Présidentielle.
La sculpture du monument représente un hoplite mourant.
Deux citations de Thucydide, extraites de l'oraison funèbre prononcée par Périclès en mémoire des premiers soldats athéniens morts durant la guerre du Péloponnèse, sont gravées de part et d'autre de la sculpture :
- Μία κλίνη κενὴ φέρεται ἐστρωμένη τῶν ἀφανῶν. / Mía klínê kenề phéretai estrôménê tỗn aphanỗn. (« Un cercueil est rapporté vide pour les morts dont les corps n'ont pas été trouvés. »)
- Ἀνδρῶν ἐπιφανῶν πᾶσα γῆ τάφος. / Andrỗn epiphanỗn pâsa gễ táphos. (« Les hommes éminents ont la terre entière pour tombeau. »)

Les noms de différentes batailles sont aussi gravés de part et d'autre du monument :
- à la gauche immédiate : Pinde (en) - Morova (el) - Korytsa - Kalamas (en) - Tomoros - Trebesina - Chimarra - Argyrokastro - Boubesi - Kalpaki
- à la droite immédiate : Klissoura (en) - Ostrovitsa - Pogradec - Rupel - Perithori - Crète - El-Alamein - Rimini - Rubicon - Dodécanèse - Corée - Chypre